# کشتی سوخت‌رسان کلاس چیواوا
اویلر کلاس چیواوا (به انگلیسی: Chiwawa-class oiler) یک کلاس از کشتی است که طول آن ۵۰۱ فوت ۷٫۷۵ اینچ (۱۵۲٫۹ متر) می‌باشد.